# Lijst van vlaggen van Liberiaanse deelgebieden
Dit artikel bevat een lijst van vlaggen van Liberiaanse deelgebieden. Liberia is onderverdeeld in vijftien county's, die elk recht hebben op hun eigen vlag. Elke provincievlag draagt de nationale vlag van Liberia in het kanton. De provincievlaggen wapperen bij regionale kantoren en omcirkelen samen de nationale vlag van Liberia in het Executive Mansion.
De vlaggen werden op 29 november 1965 geïntroduceerd door oud-president William Tubman met als doel de provincies als betekenisvolle entiteiten te promoten bij gelegenheid van zijn 70e verjaardag. Hun ontwerp is geïnspireerd op de quilttraditie van Liberia.
De vlaggen zijn het onderwerp geweest van wijdverspreide spot door leden van online vexillologiegemeenschappen op sociale mediaplatforms zoals Reddit en Facebook. Vexilloloog Steven A. Knowlton stelt echter dat deze discussies blijk geven van een gebrek aan begrip van de politieke en culturele context van de vlaggen en van de materiële constructie van vlaggen van textiel in tegenstelling tot digitale creatie.
| Kaart | County           | Vlag | Artikel over de vlag      | Ratio   | Ingebruikname    |
| ----- | ---------------- | ---- | ------------------------- | ------- | ---------------- |
|       | Bomi             |      | Vlag van Bomi             | 3:5     | 1984             |
|       | Bong             |      | Vlag van Bong             | 3:5     | 29 november 1965 |
|       | Gbarpolu         |      | Vlag van Gbarpolu         | 3:5     | januari 2001     |
|       | Grand Bassa      |      | Vlag van Grand Bassa      | 3:5     | 29 november 1965 |
|       | Grand Cape Mount |      | Vlag van Grand Cape Mount | 3:5     | 29 november 1965 |
|       | Grand Gedeh      |      | Vlag van Grand Gedeh      | 3:5     | 29 november 1965 |
|       | Grand Kru        |      | Vlag van Grand Kru        | 3:5     | 1984             |
|       | Lofa             |      | Vlag van Lofa             | 3:5     | 29 november 1965 |
|       | Margibi          |      | Vlag van Margibi          | 3:5     | 13 december 1985 |
|       | Maryland         |      | Vlag van Maryland         | 3:5     | 29 november 1965 |
|       | Montserrado      |      | Vlag van Montserrado      | 3:5     | 29 november 1965 |
|       | Nimba            |      | Vlag van Nimba            | 3:5     | 29 november 1965 |
|       | River Cess       |      | Vlag van River Cess       | 3:5     | 13 december 1985 |
|       | River Gee        |      | Vlag van River Gee        | 341:512 | juni 2000        |
|       | Sinoe            |      | Vlag van Sinoe            | 3:5     | 29 november 1965 |

Albanië · Andorra · Argentinië · Australië · Bahrein · België · Bolivia · Bosnië en Herzegovina · Brazilië · Bulgarije · Canada · Chili · China · Colombia · Comoren · Costa Rica · Denemarken · Dominicaanse Republiek · Duitsland · Ecuador · Egypte · El Salvador · Estland · Ethiopië · Filipijnen · Finland · Frankrijk · Gabon · Georgië · Ghana · Griekenland · Guatemala · Guyana · Honduras · Hongarije · Ierland · India · Indonesië · Irak · Italië · Japan · Kazachstan · Kenia · Kirgizië · Koeweit · Kroatië · Liberia · Litouwen · Maleisië · Marshalleilanden · Mexico · Micronesië · Moldavië · Mongolië · Myanmar · Nederland · Nicaragua · Nieuw-Zeeland · Nigeria · Noorwegen · Oeganda · Oekraïne · Oostenrijk · Pakistan · Palau · Panama · Papoea-Nieuw-Guinea · Paraguay · Peru · Polen · Portugal · Roemenië · Rusland · Salomonseilanden · Sao Tomé en Principe · Servië · Slowakije · Soedan · Somalië · Spanje · Sri Lanka · Suriname · Tanzania · Thailand · Trinidad en Tobago · Tsjechië · Uruguay · Vanuatu · Venezuela · Verenigd Koninkrijk · Verenigde Arabische Emiraten · Verenigde Staten · Wit-Rusland · Zuid-Afrika · Zuid-Korea · Zuid-Soedan · Zweden · Zwitserland
Historisch: Joegoslavië · Oostenrijk-Hongarije · Sovjet-Unie
Zie ook: Vlaggenlijsten per land · Vlaggen van afhankelijke gebieden · Vlaggen van gemeenten (per land)